# 克罗多米尔
克罗多米尔（法語：Clodomir，495年—524年6月21日）为克洛維一世的第二个儿子，为奥尔良王國的国王。在511年父親克洛維去世後，克洛維的領地被分給了他和他的三個兄弟。其中，長兄提烏德里克一世在梅斯，三弟希爾德貝爾特一世在巴黎，幼弟克洛塔爾一世在蘇瓦松，克洛多米爾則在奧爾良。

## 生平

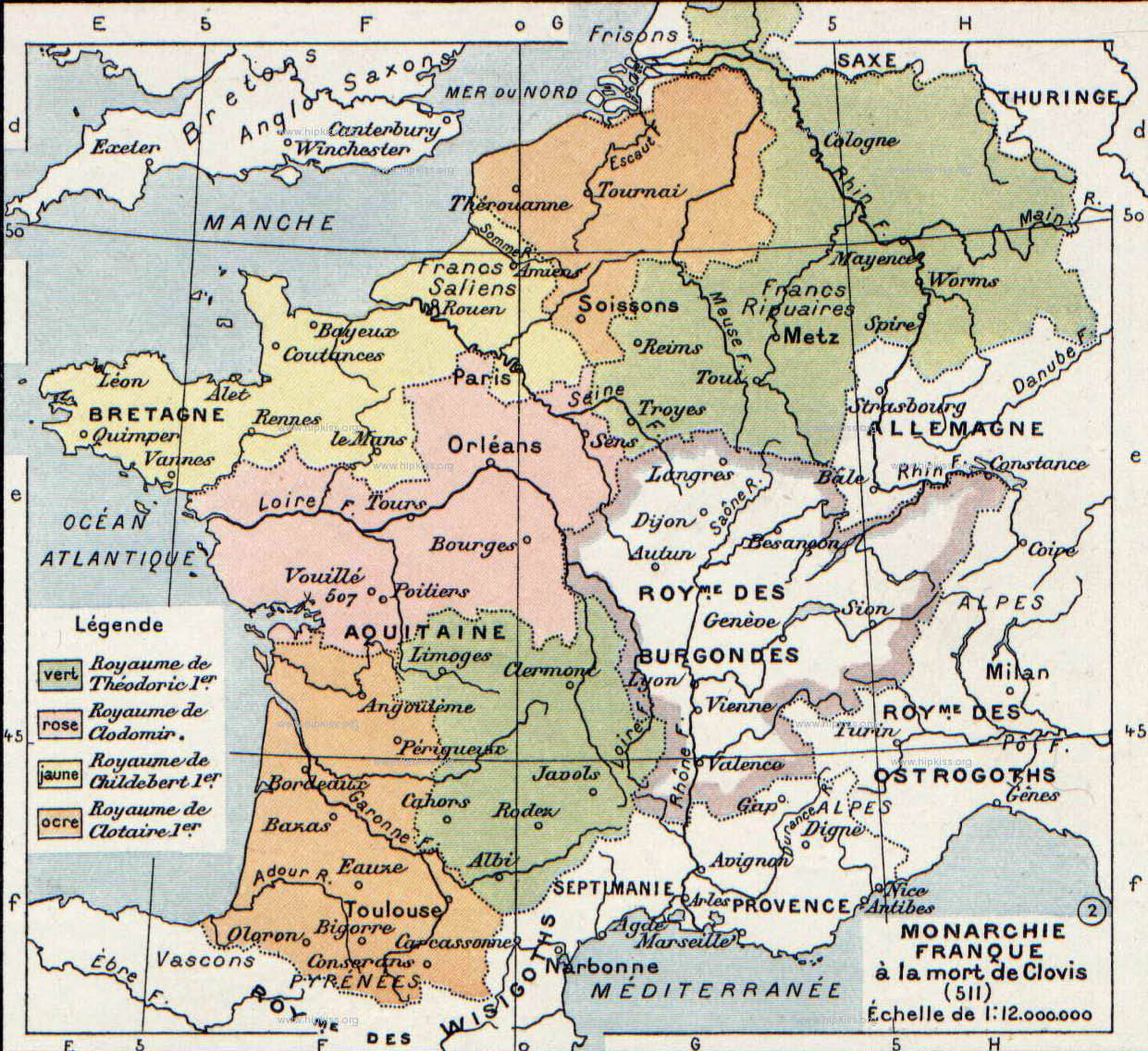
511年时高卢的割据

長兄提烏德里克一世分得克洛維一世的法蘭克王國的最大部份，餘下的由克洛多米爾與兩位弟弟平均分配。克洛多米爾的奧爾良王國大多是以前塞格里勒統沿的蘇瓦松王國的土地包括以下的天主教總教區：圖爾、普瓦捷及奧爾良等地。
克洛多米爾於517年迎娶勃艮第人國王戈迪吉塞爾的孫女貢迪奧克，二人生下三個兒子：提烏德貝爾特、貢泰爾及克羅多奧德（即聖克羅多奧德）。

## 死亡
523年－524年，克洛維一世的四個兒子聯合與勃艮第國王西吉斯蒙德和他的弟弟貢多馬爾戰鬥，可能是受到母親克洛蒂爾德的要求，因為她要報復父母被西吉斯蒙德的父親、自己的叔父貢多巴德所殺之仇
。雖然克洛多米爾在兄弟的幫助下俘虜了西吉斯蒙德，並於524年5月1日殺死西吉斯蒙德及他的兩名兒子，但是同年，克罗多米尔战死于攻打勃艮第人的韦泽龙克之战（今韦泽龙克屈尔坦）。死后他弟弟克洛泰爾一世和他的另一个弟弟希爾德貝爾特一世瓜分了他的领土，并杀死了他的三个儿子其中的两个，克罗泰尔还霸占了他的妻子貢迪奧克。剩下的兒子克羅多奧德被逼剃髮到新城修道院（後稱聖克盧修道院，因聖克羅多奧德曾擔任修道院長而名）成為修道院長，剃髮即代表放棄法蘭克王族的地位。

## 配偶与子女
王后是貢迪奧克。两人子女如下：
- 提乌德贝尔特（521年—531年）
- 贡泰尔（523年—531年）
- 克罗多奥德（524年—560年9月7日）